# 黃星薊
黄星蓟（学名：Centaurea solstitialis），也叫黄矢车菊，是矢车菊属的一种一年生草本植物，原产于地中海地区，其生存能力极强，被引入到澳大利亚、美国（特别是加州）等地后成为入侵物种。马食用这种植物之后可能会罹患黑脓疮脑软化症，导致其体重骤降。